# Act!

Act! est un logiciel de gestion de la relation client (GRC) et une plate-forme d'automatisation marketing développé par la société du même nom.

## Historique
La société Conductor Software est fondée en 1986 par Pat Sullivan et Mike Muhney à Dallas, au Texas. Le nom du logiciel s'appelle initialement Activity Control Technology, il devient ensuite Automated Contact Tracking, avant de n’utiliser que son acronyme.
Le nom de la société est ensuite changé en Contact Software International et est vendu en 1993 à Symantec Corporation, qui en 1999 le revend à SalesLogix (rebaptisé plus tard Interact Commerce).
Sage achète Interact Commerce en 2001 via sa division nord-américaine Best Software.
Swiftpage rachète le logiciel en 2013.
À partir de la version 2006, le nom est changé en ACT! par Sage, puis Sage ACT! en 2010.
À la suite de son acquisition en 2013 par Swiftpage, le logiciel est renommé Act!.
En mai 2018, Act! est vendu à SFW Advisors.
En 2020, Swiftpage change le nom de sa société pour devenir Act! LLC.

## Le logiciel
Les fonctionnalités d’Act! incluent la gestion des contacts, des entreprises et des opportunités[pas clair], un calendrier, des outils d'automatisation marketing et de marketing électronique, des rapports, des tableaux de bord interactifs et graphiques et la possibilité de suivi des clients potentiels.